# Josei
Josei (japanska: 女性漫画 josei manga, 'kvinnomanga') kallas manga och anime som främst riktar sig till en vuxen kvinnlig målgrupp. Typiska teman i josei är arbete, familj, utbildning och förhållanden. Böckerna har många gånger mer komplexa seriefigurer och förhållandevis ofta mer djup.[källa behövs] Ett vanligt begrepp inom både josei- och shōjo-manga är "bishōnen", det vill säga en attraktiv ung man.